# Méry
Méry là một xã thuộc tỉnh Savoie trong vùng Rhône-Alpes ở đông nam nước Pháp. Xã này nằm ở khu vực có độ cao từ 272-1000 mét trên mực nước biển.